# Jirnovsk
Jirnovsk (en russe : Жирновск) est une ville de l'oblast de Volgograd, en Russie, et le centre administratif du raïon Jirnovski. Sa population s'élevait à 16 569 habitants en 2013.

## Géographie
Jirnovsk se trouve sur la rivière Medveditsa, à 254 km — 320 km par la route — au nord de Volgograd.

## Histoire
Jusqu'en 1954, Jirnovsk est le village (selo) de Jirnoïe. Elle reçoit le statut de commune urbaine en 1954 et le statut de ville en 1958.

## Population
Recensements (*) ou estimations de la population
| 1959* | 1970*  | 1979*  | 1989*  |
| ----- | ------ | ------ | ------ |
| 9 852 | 14 656 | 15 681 | 16 792 |

| 2002*  | 2010*  | 2012   | 2013   |
| ------ | ------ | ------ | ------ |
| 17 751 | 16 872 | 16 681 | 16 569 |